# جين لونغ
جين لونغ هو مؤرخ وسياسي كندي، ولد في 1957.